# Blowing Kisses in the Wind
《Blowing Kisses in the Wind》是美國女歌手寶拉·阿巴杜在1991年10月發行的單曲，這首單曲在告示牌單曲榜獲得第6名，它也是寶拉·阿巴杜第八首TOP 10單曲。

## 資料

### 歌曲簡介
〈Blowing Kisses in the Wind〉是從寶拉·阿巴杜第二張個人專輯《意亂情迷》（英語：Spellbound）推出的第三首單曲，前兩首單曲為〈Rush Rush〉和〈The Promise of a New Day〉。〈Blowing Kisses in the Wind〉的詞曲和〈Rush Rush〉一樣出自Peter Lord之手，也都是優美的抒情歌曲，但是它的旋律不如後者來得悅耳易記。

### 商業成績
挾帶著寶拉·阿巴杜的高人氣，〈Blowing Kisses in the Wind〉在1991年10月19日一進入告示牌單曲榜即佔據第47名，11月30日來到它最高名次第6名，在第6名盤旋三週之後名次開始下降，成為寶拉·阿巴杜第八首也是最後一首TOP 10單曲。〈Blowing Kisses in the Wind〉在單曲榜內一共停留20週，在1992年告示牌年終單曲排名中名列第73名。〈Blowing Kisses in the Wind〉並未進入英國單曲榜中。